# Sender Rostock-Toitenwinkel
Beim Sender Rostock-Toitenwinkel handelt es sich um einen Sendestandort der Deutschen Funkturm GmbH, welcher zur Verbreitung von digitalem Fernsehen (DVB-T2), analogem (UKW) und digitalem Rundfunk (DAB) eingesetzt wird. In den Planungsunterlagen wird der Standort als "Krummendorf Kirchsteig" namentlich bezeichnet.

## Geschichte
Mit Beschluss des Bau- und Planungsausschuss der Stadt Rostock wurde die Genehmigung zum Bau des Stahlgittermastes einschließlich Betriebsgebäude am 26. März 2013 erteilt.
Baubeginn am Sendestandort war am 22. April 2013. Der Aufbau des Stahlgittermastes erfolgte ab dem 8. Oktober 2013 und wurde Anfang 2014 weitestgehend abgeschlossen. Die Inbetriebnahme erfolgte am 5. August 2014. Der bundesweite DAB+ Mux auf Kanal 5C ging am 1. September 2014 On-Air. Der NDR MV DAB+ Multiplex auf Kanal 11B wurde am 6. Oktober 2015 um 5 Uhr in Betrieb genommen.
Im Jahr 2014 ersetzte der neue Sendestandort den Sender Marlow sowie den Fernmeldeturm Rostock.

## Frequenzen und Programme

### Besonderheiten
Die Frequenz 88,2 MHz von NDR Kultur wird mit einer effektiven Sendeleistung von 160 Kilowatt vom stärksten UKW-Hörfunksender in Deutschland ausgestrahlt. Diese erhöhte Sendeleistung ermöglicht die Versorgung mit der für dieses klassikdominierte Programm erwünschten hohen Dynamik im gesamten Versorgungsgebiet des einstigen Senders Marlow. Die Frequenz 100,8 MHz, genutzt von 80s80s MV (ehemals Antenne MV (Nord)), nutzt mit 130 kW ERP den zweitstärksten UKW-Sender in Deutschland.

### Analoger Hörfunk (UKW)
| Frequenz (MHz) | Programm                         | RDS PS             | RDS PI                | Regionalisierung       | ERP (kW) | Antennendiagramm rund (ND)/gerichtet (D) | Polarisation horizontal (H)/vertikal (V) |
| -------------- | -------------------------------- | ------------------ | --------------------- | ---------------------- | -------- | ---------------------------------------- | ---------------------------------------- |
| 88,2           | NDR Kultur                       | NDR_Kult           | D383                  | –                      | 160      | D (40–140°)                              | H                                        |
| 88,9           | N-Joy                            | _N-JOY__/VOM_NDR_  | D385                  | –                      | 5        | D (70–80°, 140–280°)                     | H                                        |
| 89,7           | Radio Paradiso                   | PARADISO           | DA7A                  | –                      | 0,32     | D (140–200°)                             | H                                        |
| 90,2           | LOHRO                            | _LOHRO__           | 1073                  | –                      | 0,1      | D (70–80°, 140–280°)                     | H                                        |
| 91,0           | NDR 1 Radio MV                   | NDR1_HRO NDR_1_MV  | D571 (regional), D371 | Rostock                | 100      | D (40–140°)                              | H                                        |
| 92,4           | sunshine live                    | Sunshine/Live____  | D409                  | Rostock                | 0,1      | D (140–200°)                             | H                                        |
| 93,5           | NDR 2                            | _NDR_2__           | D382                  | Mecklenburg-Vorpommern | 40       | D (40–140°)                              | H                                        |
| 95,8           | Radio Teddy                      | _Radio__/_Teddy__  | 1B2E                  | –                      | 0,1      | D (70–80°, 140–280°)                     | H                                        |
| 96,7           | Deutschlandfunk Kultur           | Dlf_Kult           | D220                  | –                      | 40       | D (30–140°)                              | H                                        |
| 97,3           | Deutschlandfunk                  | __Dlf___           | D210                  | –                      | 5        | D (70–80°, 140–280°)                     | H                                        |
| 100,8          | 80s80s MV                        | _80s80s_/_80s80s_N | D378                  | Nord                   | 130      | D (40–140°)                              | H                                        |
| 102,8          | NDR Info                         | NDR_Info           | D384                  | Mecklenburg-Vorpommern | 100      | D (40–140°)                              | H                                        |
| 104,8          | Ostseewelle                      | _OSTSEE_           | D379                  | Nord                   | 100      | D (40–140°)                              | H                                        |
| 105,6          | lounge plus – chillout radio *1) | _LOUNGE_           | 173A                  | –                      | 0,2      | D (140–200°)                             | H                                        |
| 106,5          | Schlager Radio                   | Schlager__         | 1735                  | Mecklenburg-Vorpommern | 0,63     | D (140–200°)                             | H                                        |

*1): Ausstrahlung vom 13. März 2015 bis 1. Juni 2020: JazzRadio 106.8, danach Neuausschreibung der Frequenz, seit 1. Dezember 2020: lounge plus – chillout radio

### Digitaler Hörfunk (DAB/DAB+)
DAB wird in vertikaler Polarisation und im Gleichwellenbetrieb mit anderen Programmen ausgestrahlt.
| Block                        | Programme (Datendienste) | ERP (kW) | Antennen- diagramm rund (ND)/ gerichtet (D) | Gleichwellennetz (SFN) |
| ---------------------------- | --- | -------- | ------------------------------------------- | --- |
| 5C DR Deutschland (D__00188) | DAB-Block der Media Broadcast - Absolut relax (72 kbps) - Dlf (104 kbps) - Dlf Kultur (112 kbps) - Dlf Nova (104 kbps) - DRadio DokDeb (48 kbps) - Energy Digital (72 kbps) - ERF Plus (64 kbps) - Klassik Radio (72 kbps) - Radio Bob (72 kbps) - Radio Horeb (48 kbps) - Radio Schlagerparadies (64 kbps) - Schwarzwaldradio (64 kbps) - sunshine live (72 kbps) - DRadio Daten (32 kbps Daten) - EPG Deutschland (16 kbps Daten) - TPEG (16 kbps Daten) - TPEG_MM (16 kbps Daten) | 2,5      | D                                           | - Baden-Württemberg: Aalen, Baden-Baden (Fremersberg), Bad Mergentheim, Blauen, Brandenkopf, Donaueschingen, Feldberg im Schwarzwald, Freiburg (Vogtsburg-Totenkopf), Geislingen (Oberböhringen), Großerlach (Hohe Brach), Heidelberg (Königstuhl), Heilbronn (Schweinsberg), Hochrhein (Rickenbach), Hornisgrinde, Pforzheim (Schömberg-Langenbrand), Raichberg, Ravensburg (Höchsten), Reutlingen, Stuttgart (Frauenkopf), Ulm (Kuhberg) - Bayern: Amberg (Hirschau), Aschaffenburg (Pfaffenberg), Augsburg (Hotelturm), Bad Tölz (Gaißach), Balderschwang, Bamberg (Geisberg), Büttelberg, Brotjacklriegel, Dillberg, Grünten, Herzogstand, Hochberg (Traunstein), Hoher Bogen, Inntal (Ebbs), Ingolstadt (Gelbelsee), Kreuzberg/Rhön, Landshut (Altdorf), München (Olympiaturm), Nennslingen (Büchelberg), Nürnberg, Oberammergau, Ochsenkopf, Passau, Pfänder, Pfaffenhofen, Pfarrkirchen, Pfronten, Regensburg (Hohe Linie), Unterringingen, Untersberg, Wendelstein (Bayrischzell), Würzburg (Frankenwarte) - Berlin: Berlin (Alexanderplatz), Berlin (Scholzplatz) - Brandenburg: Bad Belzig, Booßen, Brandenburg/Havel, Calau, Casekow, Cottbus, Eberswalde (geplant), Eisenhüttenstadt, Neuruppin (geplant), Petkus, Pritzwalk, Templin - Bremen: Bremen (Walle), Bremerhaven-Schiffdorf - Hamburg: Hamburg (Moorfleet), Hamburg (Heinrich-Hertz-Turm) - Hessen: Bad Hersfeld (Rimberg), Biedenkopf (Sackpfeife), Fulda (Hummelskopf), Frankfurt (Europaturm), Gelnhausen (Schnepfenkopf), Gießen (Dünsberg), Großer Feldberg, Hardberg, Hohe Wurzel, Hoher Meißner, Kassel (Habichtswald), Mainz-Kastel - Mecklenburg-Vorpommern: Garz (Rügen), Güstrow, Malchin, Neubrandenburg-Süd, Neustrelitz (geplant), Rostock (Toitenwinkel), Röbel, Schwerin (Zippendorf-Gr.Dreesch), Torgelow, Wismar/Rüggow, Züssow - Niedersachsen: Aurich-Popens, Braunschweig (Broitzem), Braunschweig (Drachenberg), Cuxhaven-Stadt, Dannenberg, Göttingen (Bovenden-Osterberg), Hannover (Telemax), Lingen, Lüneburg-Neu Wendhausen, Molbergen-Peheim, Osnabrück (Bramsche-Schleptruper Egge), Hildesheim (Sibbesse), Steinkimmen, Uelzen, Visselhövede, Wilhelmshaven - Nordrhein-Westfalen: Aachen (Karlshöhe), Bergneustadt-Wiedenest (R), Bielefeld (Hünenburg), Bonn (Venusberg), Dortmund (Florianturm), Düsseldorf (Rheinturm), Eggegebirge, Herscheid, Hochsauerland (Hunau), Hürtgenwald-Großhau, Köln (Colonius), Langenberg, Lügde-Rischenau (Köterberg), Meschede (geplant), Minden (Jakobsberg), Münster (Fernmeldeturm), Schöppingen, Siegen-Süd, Wesel - Rheinland-Pfalz: Bad Kreuznach (Schanzenkopf), Bad Marienberg (Westerwald), Bornberg, Daun (Eifel), Edenkoben (Kalmit), Heckenbach-Schöneberg (Ahrweiler), Haardtkopf (geplant), Idar-Oberstein, Kaiserslautern, Kettrichhof, Koblenz (Kühkopf), Schnee-Eifel (geplant), Trier (Petrisberg) - Saarland: Merzig-Merchingen, Saarbrücken (Schoksberg) - Sachsen: Chemnitz, Dresden, Geyer, Leipzig, Löbau, Neustadt, Freiberg (Niederschöna), Oschatz, Schöneck, Zwickau Ost - Sachsen-Anhalt: Brocken, Burg, Dequede, Petersberg, Pettstädt (Weißenfels), Schneidlingen, Wittenberg - Schleswig-Holstein: Bungsberg, Bredstedt, Flensburg, Garding, Heide, Helgoland, Hennstedt, Itzehoe, Kiel (Kronshagen), Lübeck (Stockelsdorf), Schleswig, Niebüll (Süderlügum), Westerland (Sylt) - Thüringen: Bleßberg (Sonneberg), Erfurt-Hochheim, Gera, Inselsberg, Jena (Oßmaritz), Kulpenberg, Lobenstein (Sieglitzberg), Saalfeld (Remda), Weimar (Ettersberg) |
| 5D Antenne DE (D__00364)     | DAB-Block von Antenne Deutschland: - 80s80s (72 kbps) - 90s90s (72 kbps) - Absolut Bella (72 kbps) - Absolut Germany (72 kbps) - Absolut Hot (72 kbps) - Absolut Oldie (72 kbps) - Absolut Top 2000er (72 kbps) - AIDAradio (72 kbps) - Ballermann Radio (72 kbps) - Beats Radio (72 kbps) - Brillux Radio (72 kbps) - Nostalgie (72 kbps) - Oldie Antenne (72 kbps) - RTL Radio (72 kbps) - Rock Antenne (72 kbps) - Toggo Radio (72 kbps)                                          | 2,5      | D                                           | - Bayern: Amberg (Hirschau), Bamberg (Geisberg), Ingolstadt (Gelbelsee), Kreuzberg/Rhön, Nürnberg, Ochsenkopf, Pfaffenhofen, Regensburg (Hohe Linie), Würzburg (Frankenwarte) - Berlin: Berlin (Alexanderplatz), Berlin (Scholzplatz) - Brandenburg: Casekow, Cottbus, Pritzwalk - Bremen: Bremen (Walle) - Hamburg: Hamburg (Heinrich-Hertz-Turm) - Mecklenburg-Vorpommern: Rostock (Toitenwinkel), Schwerin (Zippendorf-Gr.Dreesch), Züssow - Niedersachsen: Braunschweig (Broitzem), Cuxhaven-Stadt, Göttingen (Bovenden-Osterberg), Hannover (Telemax), Hildesheim (Sibbesse/Griesberg), Lüneburg-Neu Wendhausen, Molbergen-Peheim, Osnabrück (Bramsche-Schleptruper Egge), Visselhövede - Nordrhein-Westfalen: Bielefeld (Hünenburg), Minden (Jakobsberg) - Sachsen: Dresden, Geyer, Leipzig, Löbau/Schafberg, Oschatz, Schöneck - Sachsen-Anhalt: Brocken, Burg, Petersberg, Wittenberg - Schleswig-Holstein: Flensburg, Heide, Kiel (Kronshagen), Lübeck (Stockelsdorf) - Thüringen: Erfurt-Hochheim, Gera, Inselsberg, Jena (Oßmaritz), Kulpenberg, Lobenstein (Sieglitzberg), Weimar (Ettersberg) |
| 11B NDR MV HRO (D__00292)    | DAB-Block des Norddeutschen Rundfunks - NDR 1 MV HRO (Rostock) (104 kbps) - NDR 2 MV (104 kbps) - NDR Kultur (104 kbps) - NDR Info MV (104 kbps) - N-Joy (104 kbps) - NDR Blue (104 kbps) - NDR Schlager (104 kbps) - NDR Info Spezial (104 kbps) - NDR BWS - NDR TPEG | 2,5      | D                                           | Ahrenshagen (R), Bad Doberan, Güstrow, Malchin, Rostock (Toitenwinkel) |

### Digitales Fernsehen (DVB-T2)
Die DVB-T2-Ausstrahlungen erfolgen im Gleichwellenbetrieb (Single Frequency Network) mit anderen Standorten.
| Kanal | Frequenz (MHz) | Multiplex                                   | Programme im Multiplex | ERP (kW) | Antennendiagramm rund (ND)/ gerichtet (D) | Polarisation horizontal (H) / vertikal (V) | Modulationsverfahren | FEC | Guardintervall | Bitrate (MBit/s) | Gleichwellennetz (SFN)                                                      |
| ----- | -------------- | ------------------------------------------- | --- | -------- | ----------------------------------------- | ------------------------------------------ | -------------------- | --- | -------------- | ---------------- | --------------------------------------------------------------------------- |
| 24    | 498            | freenet TV                                  | - ProSieben HD - Sat.1 HD - kabel eins HD - ProSieben Maxx HD - Sat.1 Gold HD - sixx HD - sport1 HD | 40       | D                                         | V                                          | 64-QAM (32-k-Modus)  | 2/3 | 1/16           | 27,6             | Rostock-Toitenwinkel, Schwerin-Zippendorf                                   |
| 26    | 514            | freenet TV                                  | - WELT HD - DMAX HD - Eurosport1 HD - Disney Channel HD - nick HD / CC +1 HD - VOXup HD - bibel.TV (FTA) - QVC (FTA) - QVC 2 (FTA) - HSE24 (FTA) - 123.live (FTA) - Shop LC (FTA) | 40       | D                                         | V                                          | 64-QAM (32-k-Modus)  | 2/3 | 1/16           | 27,6             | Rostock-Toitenwinkel, Schwerin-Zippendorf                                   |
| 36    | 594            | ARD Digital                                 | - Das Erste HD - phoenix HD - arte HD - tagesschau24 HD - one HD Radio: - NDR Blue - NDR Info Spezial - NDR Kultur - NDR Schlager | 40       | D                                         | V                                          | 64-QAM (16-k-Modus)  | 1/2 | 19/128         | 18,2             | Rostock-Toitenwinkel, Schwerin-Zippendorf, Garz(Rügen), Heringsdorf(Usedom) |
| 44    | 658            | freenet TV                                  | - RTL HD - RTL II HD - Super RTL HD - VOX HD - n-tv HD - Nitro HD - Tele 5 HD | 40       | D                                         | V                                          | 64-QAM (32-k-Modus)  | 2/3 | 1/16           | 27,6             | Rostock-Toitenwinkel, Schwerin-Zippendorf                                   |
| 46    | 674            | Gemischter Multiplex von ZDF und freenet TV | - ZDF HD - 3sat HD - KiKa HD - ZDFneo HD - ZDFinfo HD - freenet TV connect (HbbTV-Dienst mit mehreren Streams) | 40       | D                                         | V                                          | 64-QAM (16-k-Modus)  | 3/5 | 19/128         | 22               | Rostock-Toitenwinkel, Schwerin-Zippendorf, Garz(Rügen), Heringsdorf(Usedom) |
| 29    | 538            | ARD regional (NDR)                          | - NDR Fernsehen HD (Mecklenburg-Vorpommern) - WDR Fernsehen (Köln) HD / NDR HD (Niedersachsen)(zeitw.) - rbb Fernsehen Brandenburg HD - MDR Fernsehen (Sachsen-Anhalt) HD / NDR HD (Schleswig-Holstein)(zeitw.) - BR Fernsehen Süd HD / NDR HD (HH)(zeitw.) Radio: - N-Joy - NDR 1 MV SN - NDR 2 - NDR Info | 40       | D                                         | V                                          | 64-QAM (16-k-Modus)  | 1/2 | 19/128         | 18,2             | Rostock-Toitenwinkel, Schwerin-Zippendorf, Garz(Rügen), Heringsdorf(Usedom) |

Bis zum 25. April 2017 war folgender DVB-T-Nachlauf zu empfangen:
| Kanal | Frequenz (MHz) | Multiplex       | Programme im Multiplex                      | ERP (kW) | Antennendiagramm rund (ND)/ gerichtet (D) | Polarisation horizontal (H) / vertikal (V) | Modulationsverfahren | FEC | Guardintervall | Bitrate (MBit/s) | Gleichwellennetz (SFN) |
| ----- | -------------- | --------------- | ------------------------------------------- | -------- | ----------------------------------------- | ------------------------------------------ | -------------------- | --- | -------------- | ---------------- | ---------------------- |
| 52    | 722            | NDR (DVB-T alt) | - Das Erste - NDR FS MVP - NDR FS NDS - ZDF | 20       | ND                                        | H                                          | 16-QAM (8-k-Modus)   | 2/3 | 1/4            | 13,27            | Rostock-Toitenwinkel   |

### Digitales Fernsehen (DVB-T)
Bis zum Wechsel auf DVB-T2 am 29. März 2017 liefen die DVB-T-Ausstrahlungen im Gleichwellenbetrieb (Single Frequency Network) mit anderen Standorten.
ehemaliges Angebot:
| Kanal | Frequenz (in MHz) | Multiplex        | Programme im Multiplex | ERP (in kW) | Antennendiagramm rund (ND)/ gerichtet (D) | Polarisation horizontal (H)/ vertikal (V) | Modulations- verfahren | FEC | Guard- intervall | Bitrate [MBit/s] | SFN mit                        |
| ----- | ----------------- | ---------------- | --- | ----------- | ----------------------------------------- | ----------------------------------------- | ---------------------- | --- | ---------------- | ---------------- | ------------------------------ |
| 26    | 514               | NDR-MVP          | - Das Erste (NDR) - NDR Fernsehen Mecklenburg-Vorpommern - NDR Fernsehen Schleswig-Holstein / MDR Fernsehen Sachsen-Anhalt - RBB Fernsehen Brandenburg | 40          | ND                                        | V                                         | 16-QAM                 | 2/3 | 1/4              | 13,27            | Rostock-Toitenwinkel, Schwerin |
| 24    | 498               | ZDFmobil-Bouquet | - ZDF - 3sat - ZDFinfo - KiKA (06–21 Uhr) / ZDFneo (21–06 Uhr)                                                                                         | 20          | ND                                        | V                                         | 16-QAM                 | 2/3 | 1/4              | 13,27            | Rostock-Toitenwinkel           |

## Standortdaten
Der Stahlgittermast mit einer Gesamthöhe von 245 m besteht aus vier Podesten, welche jeweils nach drei Seiten abgespannt sind, die Stabilität gewährleisten sollen.
| Höhe am Mast über Fußpunkt | Bezeichnung | Technische Anlagen                   |
| -------------------------- | ----------- | ------------------------------------ |
| 50 m                       | Podest 1    | Abspannrahmen und Nachtkennzeichnung |
| 105 m                      | Podest 2    | Abspannrahmen und Nachtkennzeichnung |
| 160 m                      | Podest 3    | Abspannrahmen und Nachtkennzeichnung |
| 220 m                      | Podest 4    | Abspannrahmen und Nachtkennzeichnung |
| 245 m                      | Mastspitze  | Blitzfangkorb und Nachtkennzeichnung |

Die Sendeantennen verteilen sich auf mehrere Ebenen.
| Höhe am Mast über Fußpunkt | Bezeichnung der Sendeantenne | Anzahl                       |
| -------------------------- | ---------------------------- | ---------------------------- |
| 145 m                      | UKW 1                        | 2 Ebenen                     |
| 187 m                      | UKW 2                        | 6 Ebenen mit Drahtbespannung |
| 225 m                      | DAB                          | 1 Ebene GFK-Zylinder         |
| 231 m                      | DVB-T                        | 1 Ebene GFK-Zylinder         |

Neben dem Stahlgittermast steht zudem ein Senderbetriebsgebäude (Länge: 33 m, Breite: 12 m, Höhe: 4–6 m), zur Aufnahme der sendetechnischen Anlagen.

## Bilder

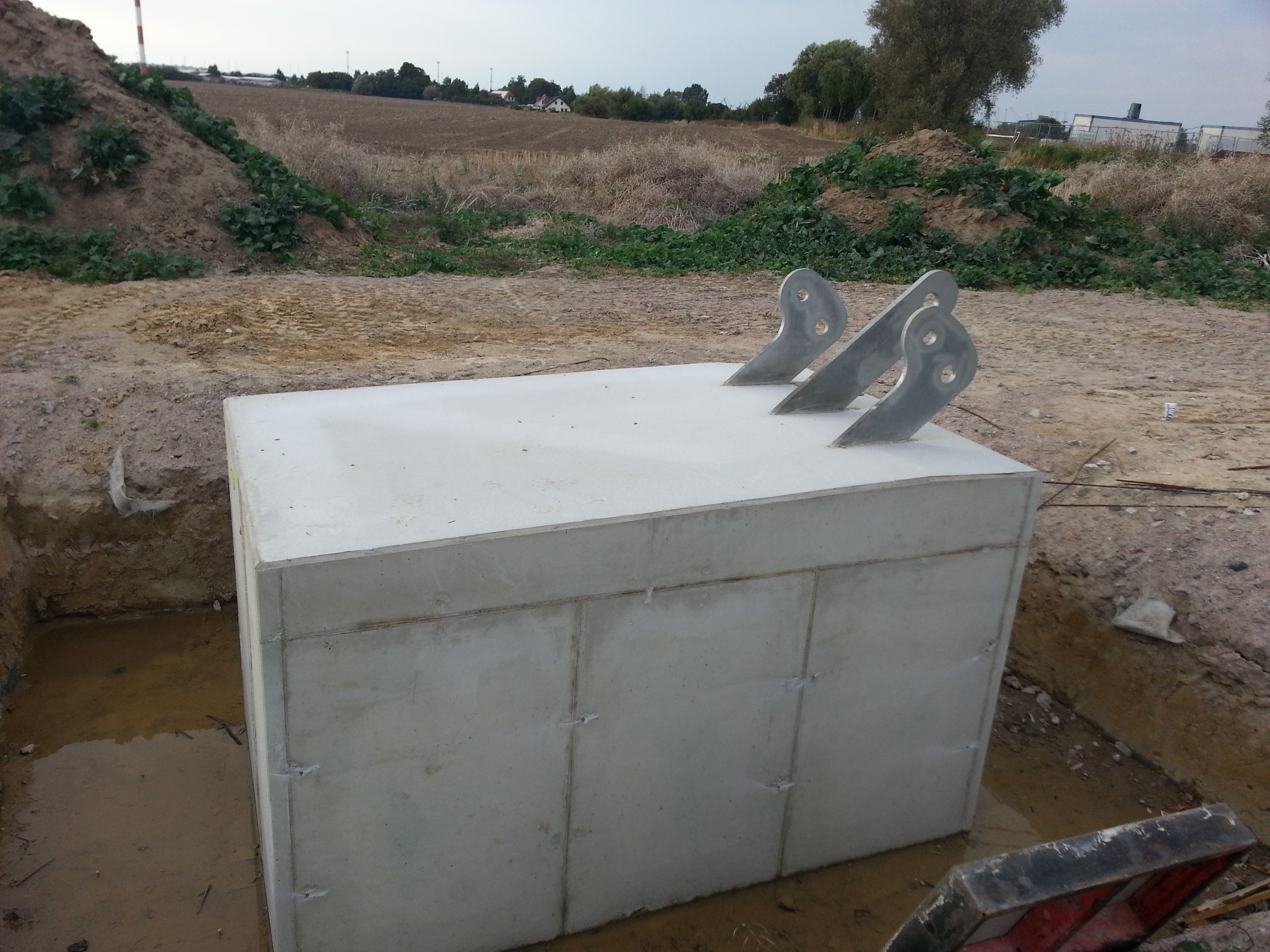
Abspannblock für Abspannseile des Stahlgittermastes in Rostock-Krummendorf
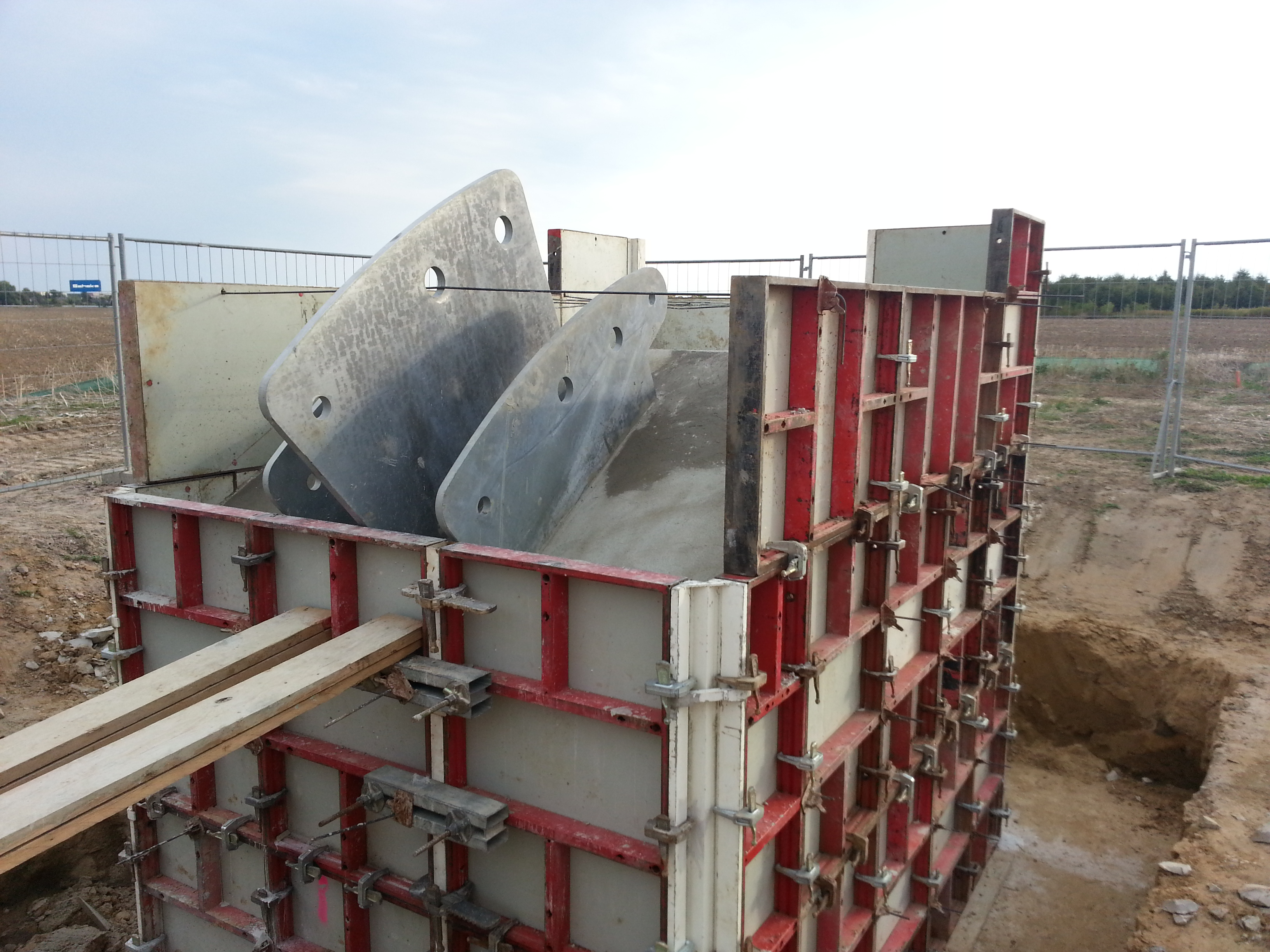
Abspannblock für Abspannseile des Stahlgittermastes in Rostock-Krummendorf
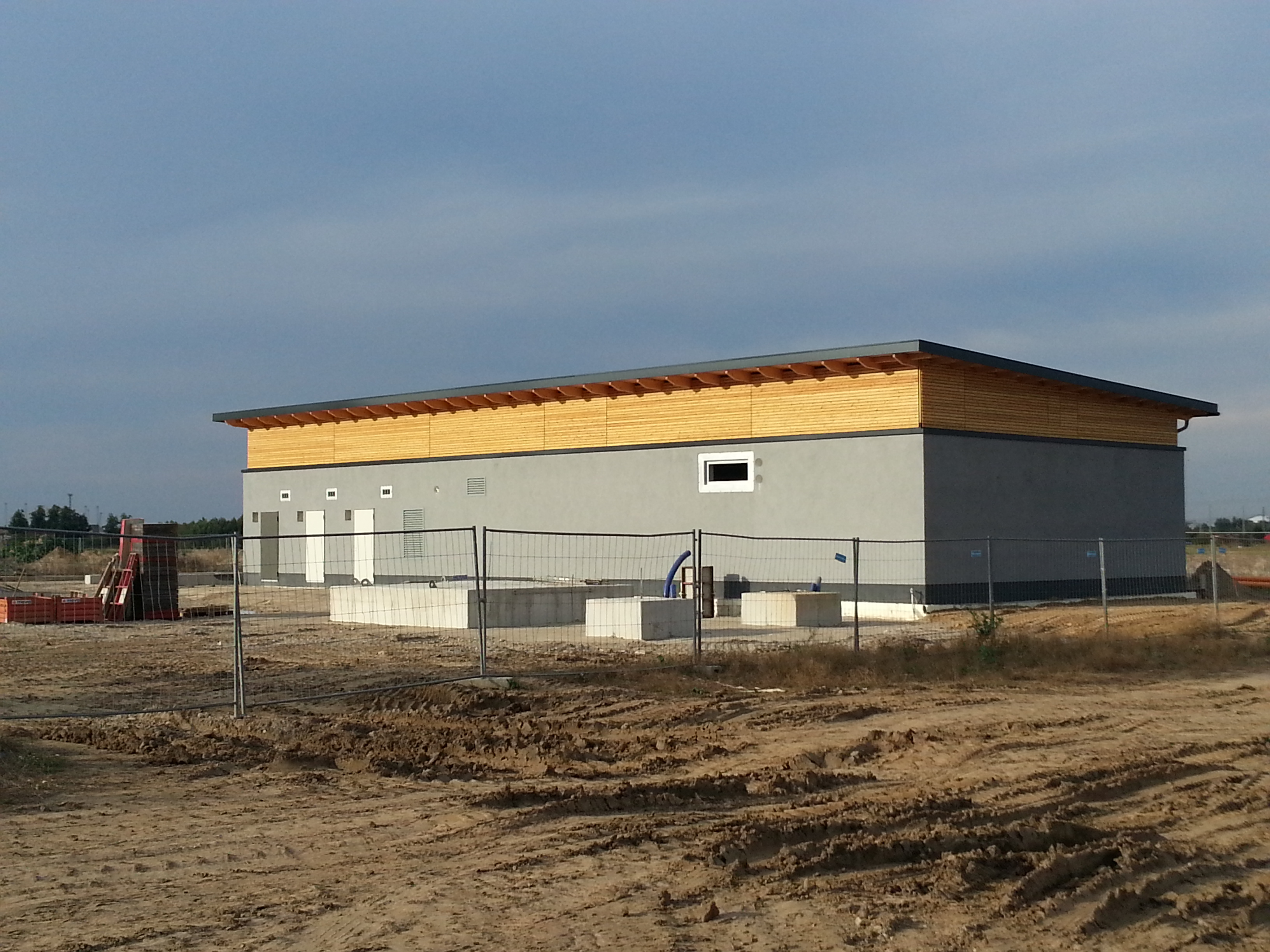
Betriebsgebäude Sendeanlage Senderstandort für Hörfunk- und Fernsehdienste Rostock-Krummendorf
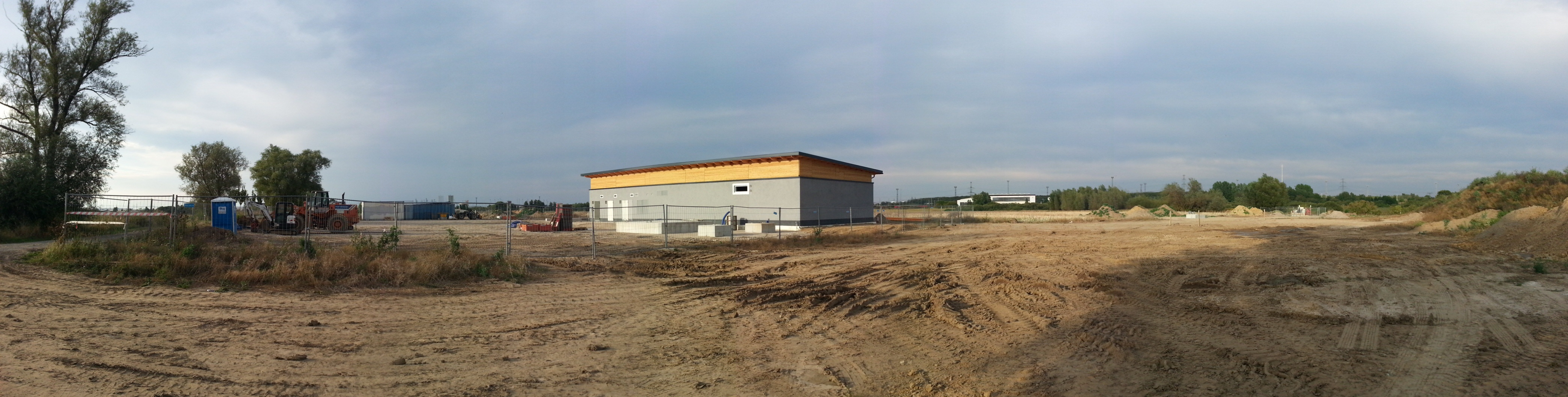
Gelände Betriebsgebäude Sendeanlage Senderstandort für Hörfunk- und Fernsehdienste Rostock-Krummendorf
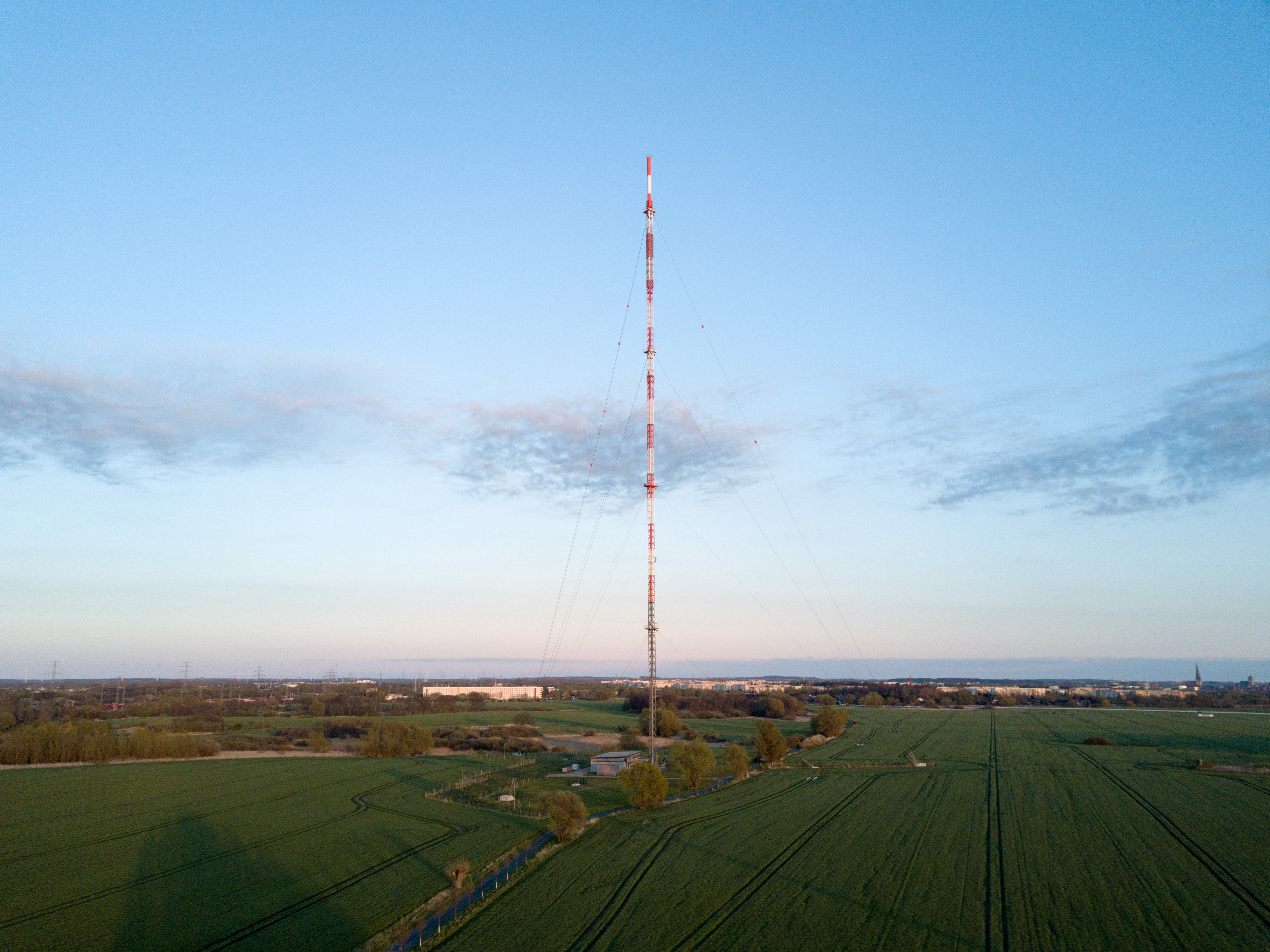
Stahlgittermast Sender Rostock-Toitenwinkel